# Cái giá của hạnh phúc
Cái giá của hạnh phúc (tiếng Anh: The Price Of Happiness) là một bộ phim điện ảnh Việt Nam thuộc thể loại tâm lý công chiếu vào năm 2024, đây là phim điện ảnh đầu tay của đạo diễn Nguyễn Ngọc Lâm tại Việt Nam sau thời gian làm phim tại Hollywood. Bộ phim có sự tham gia diễn xuất của các diễn viên gồm Hữu Châu, Thái Hòa, Xuân Lan, Uyển Ân, Lâm Thanh Nhã, Trương Thanh Long, Trâm Anh, Quang Minh và bé Trần Quyên.

## Nội dung
Ông Thoại, một doanh nhân thành công, nhưng thường xuyên bận rộn với công việc và không dành nhiều thời gian cho gia đình. Bà Dương, một người vợ hiếu thảo, luôn cố gắng duy trì sự ấm áp trong gia đình nhưng phải đối mặt với sự lạnh nhạt và ngoại tình của chồng mình.
Họ có hai người con: Minh Khang (Trương Thanh Long), một thanh niên tài hoa nhưng luôn tự ti vì bị so sánh với anh trai thành công của mình; và Minh Minh (Lâm Thanh Nhã), một cô gái xinh đẹp và ngoan hiền nhưng lại rơi vào một mối tình tay ba phức tạp.
Khi những bí mật đen tối của gia đình được phơi bày, cuộc sống của họ bắt đầu sụp đổ. Ông Thoại rơi vào vòng xoáy tham nhũng, bà Dương phát hiện ra chuyện ngoại tình của chồng, Minh Khang mất niềm tin vào cuộc sống, và Minh Minh phải đối mặt với sự lựa chọn giữa tình yêu và gia đình.

## Diễn viên
- Hữu Châu trong vai Võ Thành Hưng.
- Thái Hòa trong vai Đinh Công Thoại.
- Xuân Lan trong vai Võ Thùy Dương.
- Uyển Ân trong vai Võ Minh Minh/Nina.
- Lâm Thanh Nhã trong vai Võ Minh Khang/Will.
- Trương Thanh Long trong vai Hiền.
- Trâm Anh trong vai Trúc Linh.
- Quang Minh trong vai Má Mì.
- Trần Quyên trong vai bé Nhã Hân.

và một số diễn viên phụ khác.

## Đánh giá
Báo Tuổi Trẻ đánh giá phim có motip giống với cuộc chiến thượng lưu vì đều kể chuyện ngoại tình, đánh ghen, bi kịch của giới siêu giàu - chủ đề có thể coi là thời sự và phản ánh thực tế xã hội. Tuy nhiên, "Phim có nhiều drama, nhưng gây cảm giác quá liều, cũng như quá nhiều nước mắt." . Đồng thời, những tình tiết giật gân xuất hiện ở đầu phim diễn ra quá sớm và hơi khiên cưỡng về tâm lý nhân vật vì hoàn cảnh quá lộ liễu. Bài đánh giá phim của VnExpress cũng chỉ ra nhiều vấn đề của phim như diễn xuất không đồng đều, nhịp độ phim diễn ra quá chậm và thiếu cao trào, kịch bản mắc nhiều lỗi logic,... 